# Diecezja Killaloe
Diecezja Killaloe (ang. Diocese of Killaloe, irl. Deoise Chill Dalua, łac. Dioecesis Laoniensis) – diecezja Kościoła katolickiego w Irlandii w metropolii Cashel-Emly.
Została erygowana w V wieku.

## Katedra
Obecnie katedrą jest Katedra św. św. Piotra i Pawła w Ennis zbudowana w roku 1830.
Dawna katedra w Killaloe, ukończona w 1225, nie jest obecnie świątynią katolicką, a jest obecnie kościołem katedralnym diecezji Limerick i Killaloe protestanckiego Kościoła Irlandii.

## Galeria

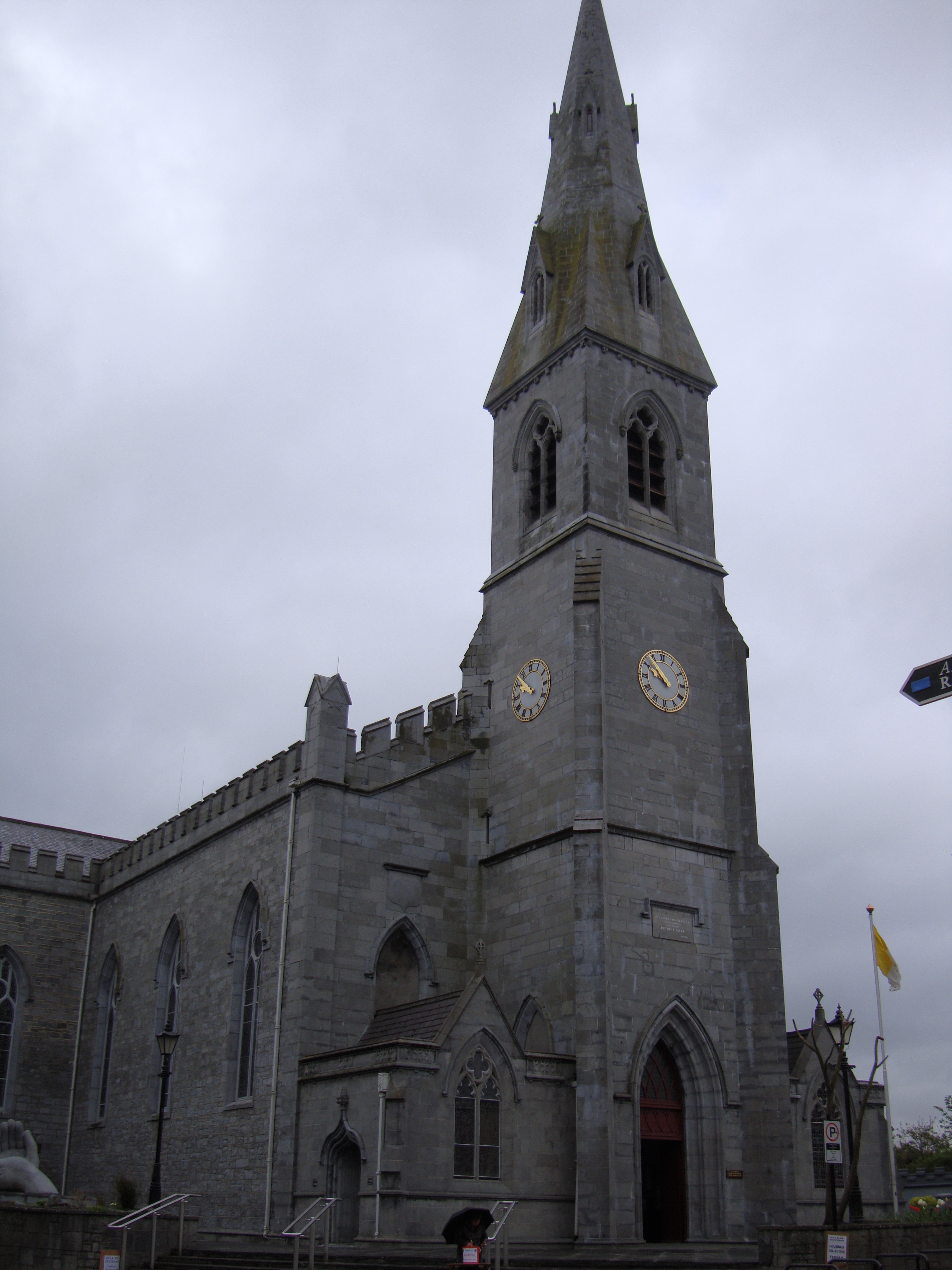
katedra w Ennis
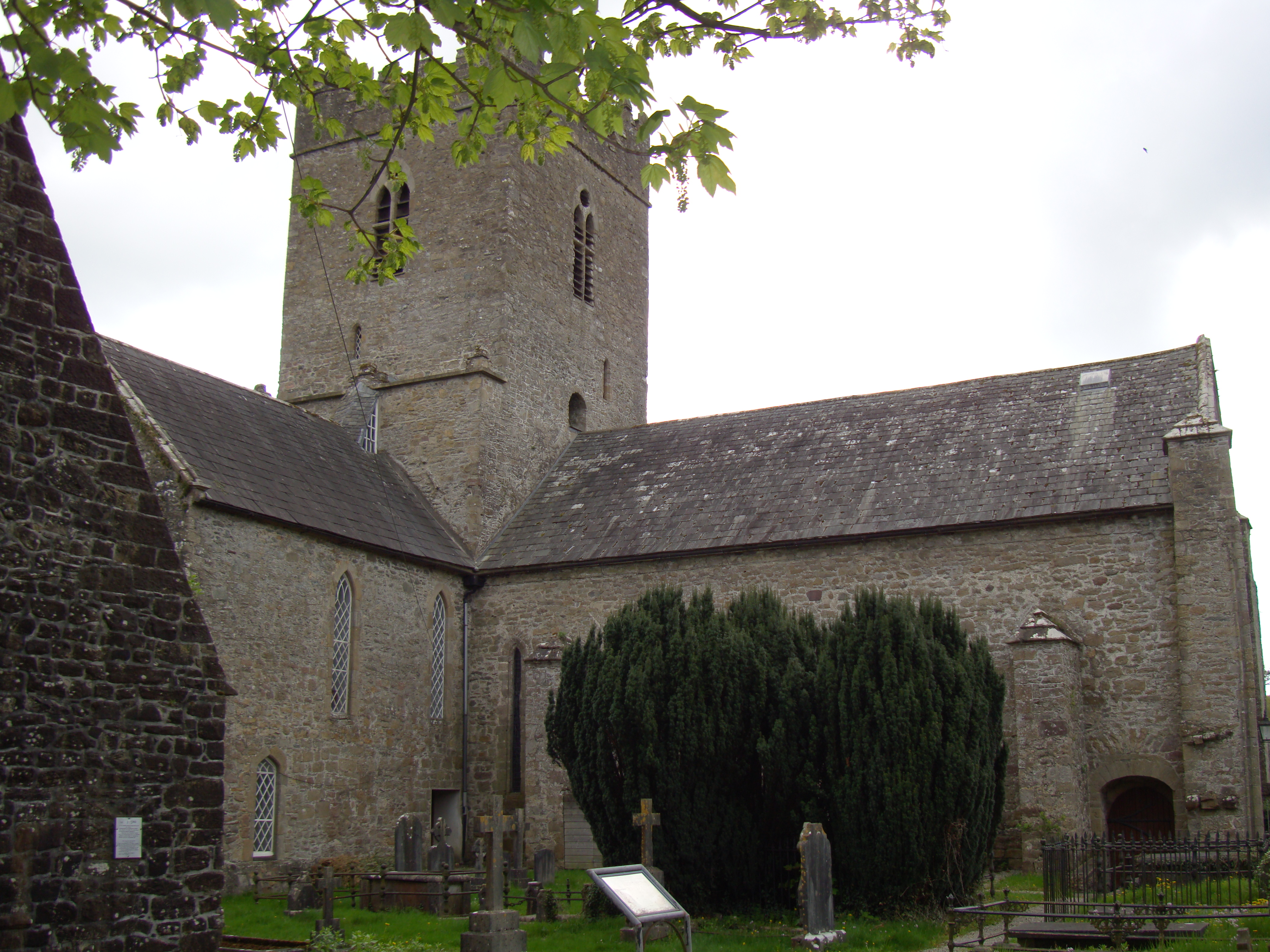
d. katedra w Killaloe